# Sinton Hewitt
Sinton Hewitt, född 31 juli 1887, död 6 oktober 1976, var en australisk friidrottare. Han deltog vid olympiska sommarspelen 1920.